# Andrenosoma albopilosum
Andrenosoma albopilosum là một loài ruồi trong họ Asilidae. Andrenosoma albopilosum được Villeneuve miêu tả năm 1911. Loài này phân bố ở vùng Cổ Bắc giới.